# آن گیلیس
آن گیلیس (انگلیسی: Ann Gillis؛ زاده ۱۲ فوریهٔ ۱۹۲۷ - درگذشته ۳۱ ژانویهٔ ۲۰۱۸) هنرپیشه اهل ایالات متحده آمریکا بود. وی بین سال‌های ۱۹۳۴ تا ۱۹۶۸ میلادی فعالیت می‌کرد.

## فیلم‌شناسی
- پزشکان (۱۹۳۴)
- زیگفلد کبیر (۱۹۳۶)
- ماجراهای تام سایر (۱۹۳۸)
- بو ژست (۱۹۳۹)
- همه اینها به‌اضافه بهشت (۱۹۴۰)
- عشق من بازگشت (۱۹۴۰)
- مردان کوچک (۱۹۴۰)
- دختر نجیب؟ (۱۹۴۱)
- بامبی (۱۹۴۲)
- از وقتی تو رفتی (۱۹۴۴)
- ۲۰۰۱: ادیسه فضایی (۱۹۶۸)